# LL Cool J
James Todd Smith (* 14. ledna 1968, Bay Shore, New York, USA), známý jako LL Cool J, je americký herec a rapper. Dvojnásobný držitel ceny Grammy. LL Cool James (v překladu Ladies Love Cool James) je známý svými romantickými baladami (např. „Hey Lover“ či „I Need Love“), ale také průkopnickými hip hopovými písněmi jako např. „Headsprung“, „I Can't Live Without My Radio“, „I'm Bad“, „Mama Said Knock You Out“ a „4, 3, 2, 1“. LL Cool J se také objevil v řadě filmů a seriálů. Na obrazovkách proslul zejména jako zvláštní agent Sam Hanna v seriálu Námořní vyšetřovací služba L. A., který je vysílán od roku 2009. Ve své hudební kariéře, trvající již přes 30 let, vydal 12 alb a dvě kompilace, album Exit 13 bylo jeho posledním vydaným pod Def Jam Rec., jelikož jím splnil dlouholetou smlouvu na 13 alb.
V roce 2021 byl uveden do Rokenrolové síně slávy.

## Dětství
Vyrostl v newyorské čtvrti Queens. Jeho rodiče se rozvedli, když mu byly čtyři roky, poté ho vychovávali jeho prarodiče. Jako malý se věnoval sborovému kostelnímu zpěvu, s rapem začal v devíti. V šestnácti vyprodukoval a nahrál své demo, které rozeslal do různých nahrávacích společností včetně Def Jam Rec.. U Def Jam Rec. nahrál svůj první singl I Need a Beat, kterého se prodalo přes stotisíc kusů. Tento úspěch vedl k nahrání debutu – Radio (1985), kvůli kterému Smith opustil střední školu.

## Hudební kariéra
V roce 1985 nahrál svůj debut Radio, na kterém jako jeden z prvních rapperů začal inklinovat k prvkům popu. Album bylo kladně přijato u kritiků i u posluchačů, prodalo se ho milion a půl. Se svým druhým albem Bigger and Deffer zaznamenal takřka dvojnásobné prodeje a stejně tak větší úspěch a to hlavně díky singlu I Need Love, který byl v roce 1998 vyhlášen třináctým nejlepším rapovým singlem v historii žánru. Časopis Source vyhlásil album jedním z nejlepších alb všech dob.
Roku 1990 vydal své nejprodávanější album Mama Said Knock You Out, kterého se prodalo okolo 2 700 000 kopií. Avšak až o deset let později, roku 2000, se LL dočkal svého #1 alba – a to díky albu G.O.A.T., které debutovalo jako #1 na žebříčku Billboard 200. Rokem 2008 končí jeho spolupráce s Def Jam Rec., jelikož konečně po 23 letech splnil smlouvu vydáním třinácti alb.

## Jiná odvětví
LL v osmdesátých letech 20. století podporoval hip-hopovou módní značku TROOP, v devadesátých letech pomáhal založit značku FUBU. Později zakládá vlastní značku nazvanou Todd Smith.
V roce 1993 uvedl svůj vlastní label P.O.G. (Power of God) a také svou obchodní společnost Rock the Bells. Roku 2008 spustil svou vlastní internetovou, hudební, sociální síť Boomdizzle.com.

## Diskografie

### Studiová alba
| Rok  | Album                                                                           | Nejvyšší umístění v hitparádě | Nejvyšší umístění v hitparádě | Nejvyšší umístění v hitparádě | Nejvyšší umístění v hitparádě | Nejvyšší umístění v hitparádě | Ocenění          |
| Rok  | Album                                                                           | US 200                        | US Hip-Hop                    | US Rap                        | CAN                           | UK                            | Ocenění          |
| ---- | ------------------------------------------------------------------------------- | ----------------------------- | ----------------------------- | ----------------------------- | ----------------------------- | ----------------------------- | ---------------- |
| 1985 | Radio - Vydáno: 18. listopadu 1985 - Vydavatel: Columbia, Def Jam               | 46                            | 6                             | –                             | –                             | 71                            | US: platinové    |
| 1987 | Bigger and Deffer - Vydáno: 22. července 1987 - Vydavatel: Columbia, Def Jam    | 3                             | 1                             | –                             | –                             | –                             | US: 2x platinové |
| 1989 | Walking with a Panther - Vydáno: 9. červen 1989 - Vydavatel: Columbia, Def Jam  | 6                             | 1                             | –                             | –                             | 43                            | US: platinové    |
| 1990 | Mama Said Knock You Out - Vydáno: 27. srpna 1990 - Vydavatel: Columbia, Def Jam | 16                            | 1                             | –                             | –                             | 49                            | US: 2x platinové |
| 1993 | 14 Shots to the Dome - Vydáno: 1. června 1993 - Vydavatel: Columbia, Def Jam    | 5                             | 1                             | –                             | –                             | 74                            | US: zlaté        |
| 1995 | Mr. Smith - Vydáno: 21. listopadu 1995 - Vydavatel: Def Jam                     | 20                            | 4                             | –                             | –                             | 74                            | US: 2x platinové |
| 1997 | Phenomenon - Vydáno: 14. října 1997 - Vydavatel: Def Jam                        | 7                             | 4                             | –                             | 7                             | 37                            | US: platinové    |
| 2000 | G.O.A.T. - Vydáno: 5. září 2000 - Vydavatel: Def Jam                            | 1                             | 1                             | –                             | 5                             | –                             | US: zlaté        |
| 2002 | 10 - Vydáno: 8. října 2002 - Vydavatel: Def Jam                                 | 2                             | 1                             | –                             | –                             | 26                            | US: zlaté        |
| 2004 | The DEFinition - Vydáno: 31. srpna 2004 - Vydavatel: Def Jam                    | 4                             | 3                             | –                             | –                             | 66                            | US: zlaté        |
| 2006 | Todd Smith - Vydáno: 11. dubna 2006 - Vydavatel: Def Jam                        | 6                             | 2                             | –                             | –                             | –                             | US: zlaté        |
| 2008 | Exit 13 - Vydáno: 9. září 2008 - Vydavatel: Def Jam                             | 9                             | 3                             | 2                             | –                             | 61                            | US: /            |
| 2013 | Authentic - Vydáno: 30. dubna 2013 - Vydavatel: S-BRO, 429                      | 23                            | 7                             | –                             | 4                             | –                             | US: /            |
| 2024 | The FORCE - Vydáno: 6. září 2024 - Vydavatel: Def Jam                           | 50                            | 11                            | –                             | –                             | –                             | US: /            |

### Kompilace
- 1996 – All World – Greatest Hits (US: platinové)
- 2009 – All World 2 (US: /)

### Úspěšné singly
- 1987 – „I Need Love“
- 1989 – „I'm That Type of Guy“
- 1990 – „Around the Way Girl“
- 1991 – „Mama Said Knock You Out“
- 1995 – „Hey Lover“
- 1996 – „Doin' It“
- 1996 – „Loungin'“
- 2002 – „Luv U Better“
- 2003 – „All I Have“ (ft. Jennifer Lopez)
- 2004 – „Headsprung“

## Filmografie

### Filmy
- 1985 – Krush Groove
- 1986 – Wildcats / (Trenérka)
- 1991 – The Hard Way / (Poldovi v patách)
- 1992 – Toys / (Hračky)
- 1995 – Out-of-Sync
- 1998 – Caught Up
- 1998 – Woo / (Divoká Woo)
- 1998 – Halloween H20: 20 Years Later / (Halloween: H20)
- 1999 – Deep Blue Sea / (Útok z hlubin)
- 1999 – In Too Deep / (Právo silnějšího)
- 1999 – Any Given Sunday / (Vítězové a poražení)
- 2001 – Kingdome Come / (Přichází království nebeské)
- 2002 – Rollerball
- 2003 – Deliver Us from Eva / (Spas nás před Evou)
- 2003 – S.W.A.T. / (S.W.A.T. – Jednotka rychlého nasazení)
- 2004 – Mindhunters / (Lovci myšlenek)
- 2005 – Edison / (Mimo zákon)
- 2005 – Slow Burn / (Tajemná vražda)
- 2006 – Last Holiday / (Poslední prázdniny)
- 2008 – The Deal / (Kšeft)
- 2013 – Grudge Match / (Zpátky do ringu)

### Seriály
- 1994 – The Adventures of Pete & Pete – 1 epizoda)
- 1995–99 – In the House – 75 epizod
- 1998 – Oz – 1 epizoda
- 2005 – House M.D. / (Dr. House) – 1 epizoda
- 2007 – 30 Rock / (Studio 30 Rock) – 1 epizoda
- 2009 – NCIS / (Námořní vyšetřovací služba) – 2 epizody
- 2009–... – NCIS: Los Angeles / (Námořní vyšetřovací služba L. A.) – zatím 278 epizod
- 2011 – Sesame Street / Sezame, otevři se – 1 epizoda, sám sebe
- 2012 – Hawaii Five–0 / Hawaii 5-0 – 1 epizoda, crossover
- 2017 – American Dad! / Americký táta – 1 epizoda

### TV pořady
- 2012 – 54th Annual Grammy Awards
- 2013 – 55th Annual Grammy Awards
- 2014 – 56th Annual Grammy Awards
- 2015–2023 – Lip Sync Battle – zatím 81 epizod
- 2015 – 57th Annual Grammy Awards
- 2016 – 58th Annual Grammy Awards